# Pseudomyrmex euryblemma
Pseudomyrmex euryblemma är en myrart som först beskrevs av Auguste-Henri Forel 1899.  Pseudomyrmex euryblemma ingår i släktet Pseudomyrmex och familjen myror. Inga underarter finns listade i Catalogue of Life.

## Bildgalleri

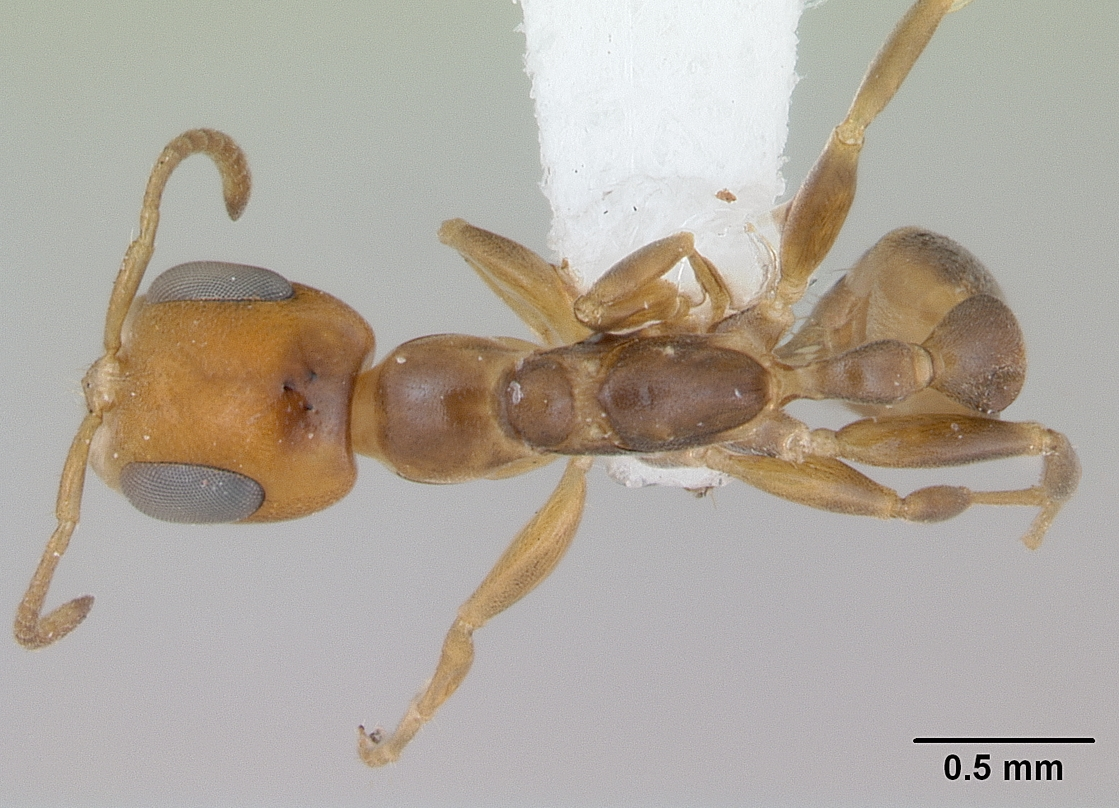
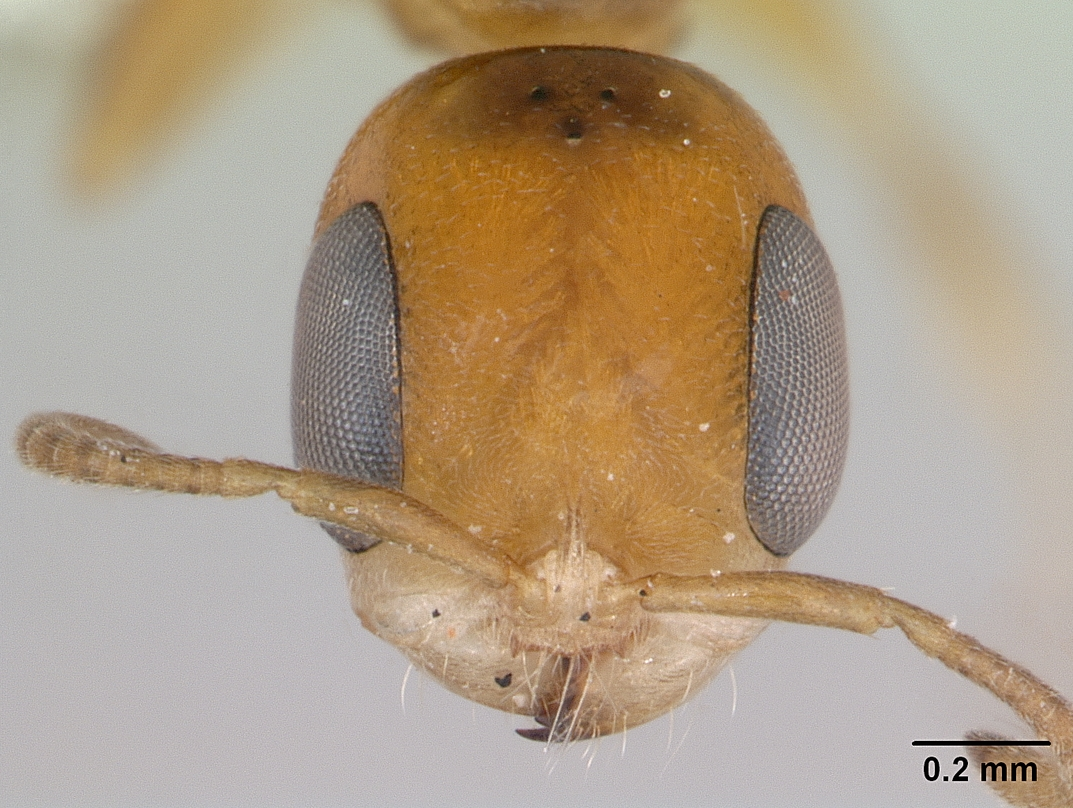
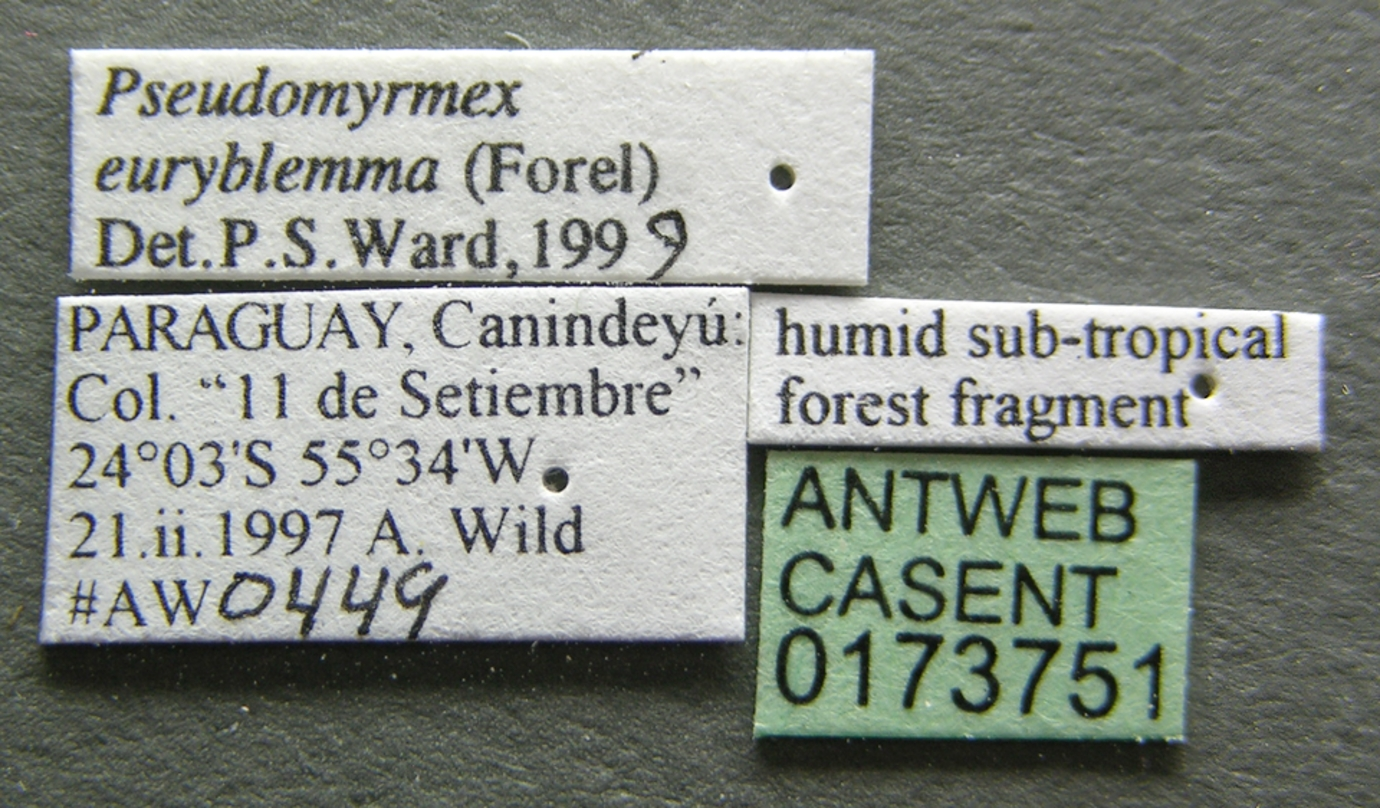
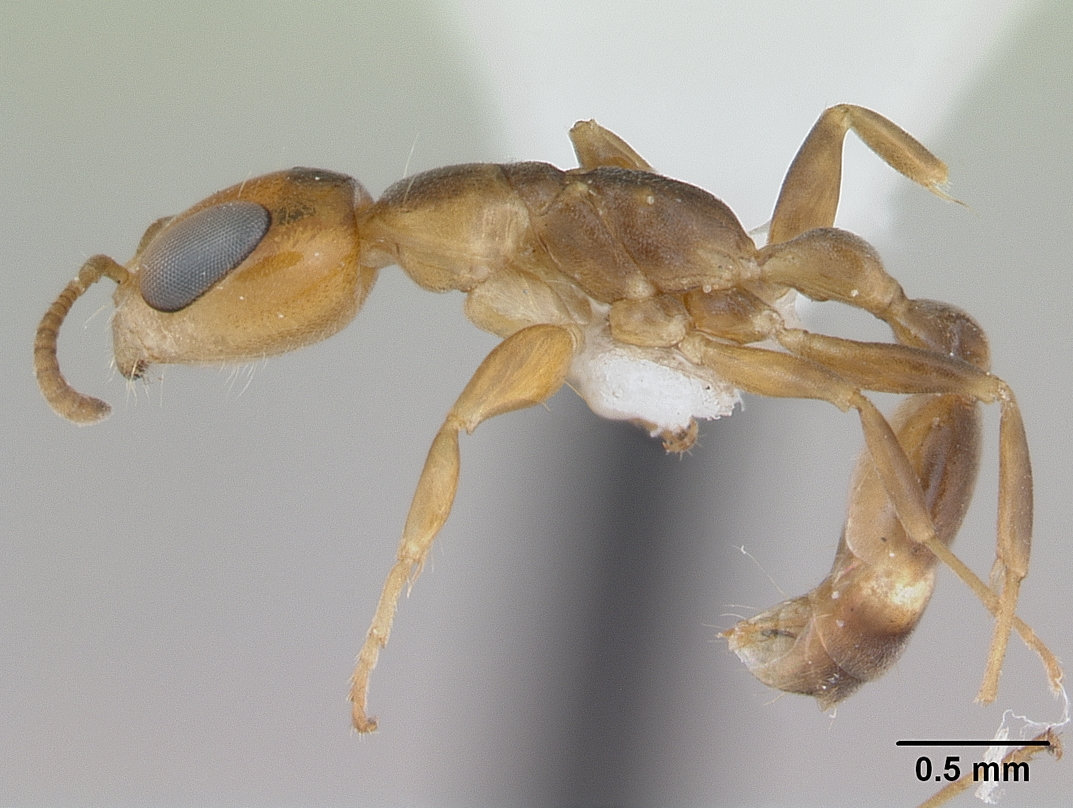
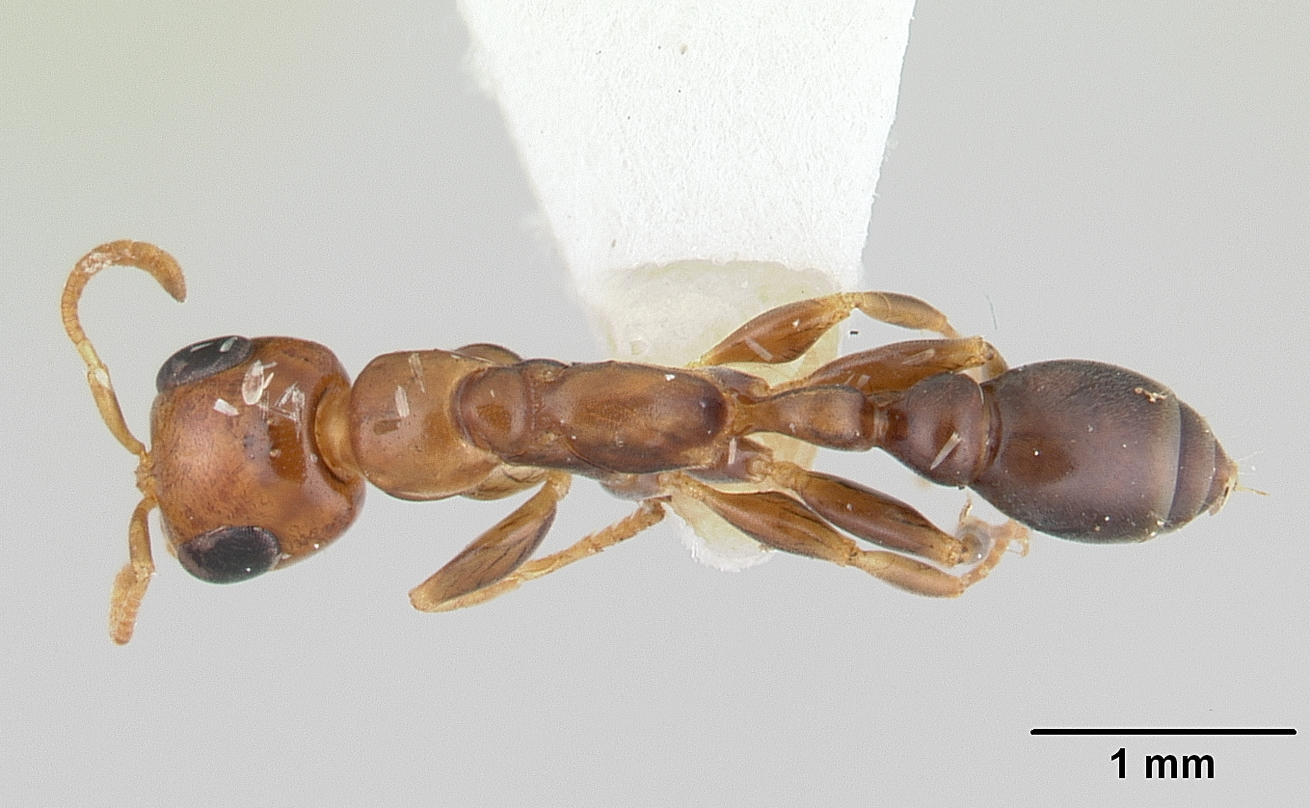
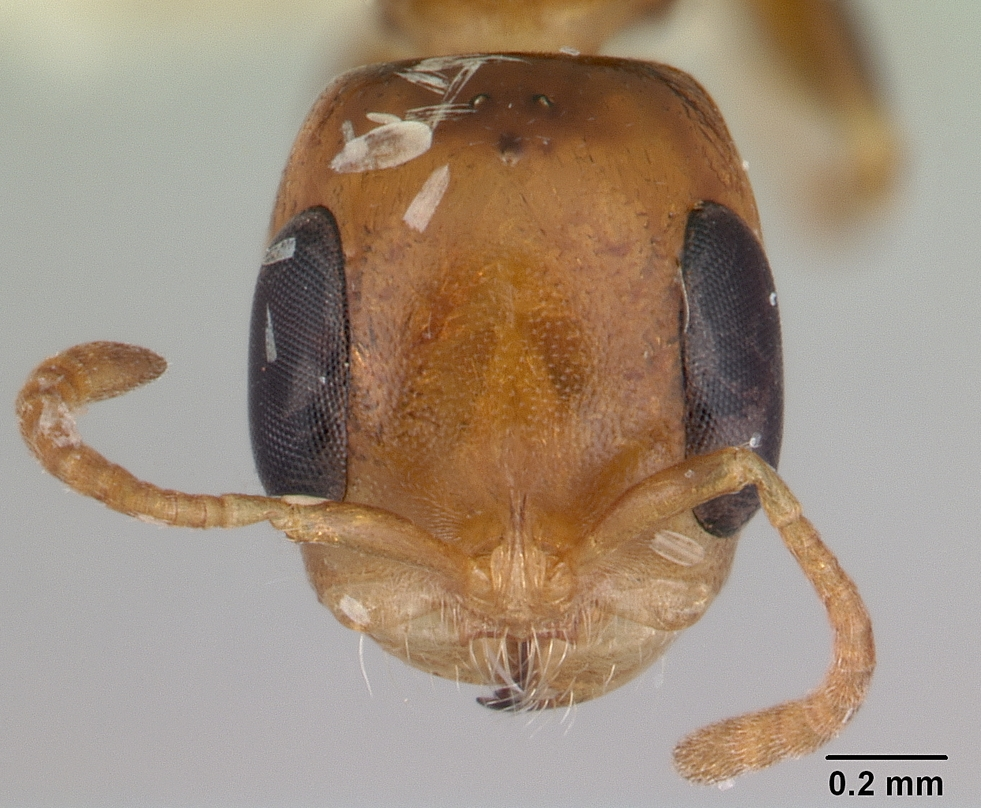